# 레제프 타이이프 에르도안
레제프 타이이프 에르도안(튀르키예어: Recep Tayyip Erdoğan, 튀르키예어 발음: [ɾeˈdʒep tajˈjip ˈæɾdo(ɰ)an] ( 듣기), 문화어: 레쎄프 타이프 에르도간, 1954년 2월 26일~)은 튀르키예의 정치인으로, 제25대 총리이자, 제12대 대통령이다. 2003년 3월 14일에 총리가 되었으며, 2014년 튀르키예 역사상 최초로 치러진 대통령 직접선거에서 선출된 첫 대통령이기도하다. 2014년 8월 28일 취임해 현재에 이르고 있다.

## 생애와 학력
1954년 2월 26일, 튀르키예 이스탄불에서 태어났다. 튀르키예 흑해 연안 해안경비대원의 아들로 태어난 그는 10대 시절 용돈을 벌기 위해 레몬탄산음료와 참깨빵을 이스탄불 거리에서 팔았다.
원래는 축구 선수 출신으로 카슴파샤 SK에서 13번으로 활약했다. 튀르키예 수립 이후 59, 60번째 정부 총리이며 정의개발당(AKP)의 당수이다. 전에는 이스탄불시의 시장을 역임했다.
1977년 에미네 에르도안(Emine Erdoğan)과 만나 1979년 7월 4일 결혼했다. 아흐메트 부라크(Ahmet Burak), 네지메딘 빌랄(Necmeddin Bilal)이란 이름의 두 아들과 에스라(Esra) 그리고 쉬메이예(Sümeyye)란 이름의 두 어린 딸이 있다. 아이들은 모두 미국에서 공부 중이다.
2014년 대통령 선거에 출마를 선언했다. 선거운동 중 대통령제 개헌을 내세웠는데, 이는 총리의 4선을 금하는 현 AKP의 당헌에 따라 대통령으로 그 자리를 옮기려는 모양새로 보인다. 이후 대선에서 야권 단일후보 에크멜레딘 이흐산오을루를 누르고 압도적으로 당선되었다. 2014년 8월 28일 정식으로 업무 수행을 시작하여 현재까지 재임 중이다.

### 학력
에르도안은 1965년 카심파샤 피얄레 초등학교를 졸업했고, 1973년 종교 직업 고등학교인 이스탄불 이맘 하팁 고등학교를 졸업했다. 이맘 하팁 학교 커리큘럼의 4분의 1은 꾸란, 이슬람 예언자 무함마드의 삶, 아랍어 학습을 포함한다.
에르도안은 일반적으로 Mülkiye로 알려진 앙카라 대학교의 정치학부에서 고급 학업을 추구하고자 했지만, 정규 고등학교 졸업장을 소지한 학생만 지원할 수 있었고, 따라서 이맘 하팁 졸업자는 제외되었다. Mülkiye는 튀르키예의 많은 정치인과 정치인을 양성한 정치학부로 유명했다. 그 후 에르도안은 정규 국립 학교인 Eyüp 고등학교에 입학했다. 그가 결국 이 학교에서 고등학교 졸업장을 받았다는 것은 논란의 대상이다.
그의 공식 전기에 따르면, 에르도안은 이후 악사라이 경제 및 상학부(튀르키예어: Aksaray İktisat ve Ticaret Yüksekokulu)에서 경영학을 공부했는데, 이 학교는 현재 마르마라 대학교 경제 및 행정학부로 알려져 있다. 그의 학위의 진위성과 지위는 이 학위가 합법적이며 그가 대통령 후보로서 자격을 갖추기에 충분한 것으로 간주되어야 하는지에 대한 논쟁과 논란의 대상이 되었다. 왜냐하면 튀르키예에서 대통령 후보로 나오기 위해서는 대학 학위가 필요하기 때문이다.
2025년 야당의 유력 대선 후보인 이스탄불 시장 에크렘 이마몰루도 학사 학위가 취소되어 대권 출마가 불가능해졌다.

## 경제 정책
2014년 8월 취임한 에르도안 대통령은 2003년부터 2014년까지 튀르키예의 총리직을 맡으면서 튀르키예의 경제를 비약적으로 상승시키며 '경제 총리'라는 별명을 가지고 있다. 2007년에 서브프라임모기지 사태로 시작되어 2009년까지 이어진 세계금융위기와 2012년 튀르키예의 최대 경제 교류 지역인 EU에 경제위기가 찾아오면서 주춤하지만 이외의 시기에는 높은 경제 성장률을 이루어낸다.
에르도안 총리가 추진했던 경제 정책은 크게 인프라 건설, 일자리 창출 및 실업률 낮추기, 외국인 투자 유치, 주력 육성 산업 지원책 등이 있다.

### 인프라 건설
에르도안 대통령은 2023년에 튀르키예공화국 수립 100주년을 앞두고 2011년에 Vision 2023이란 이름으로 계획을 발표하였다. 계획의 일환으로 도로, 철도, 항만, 메트로, 공항, 운하 등의 인프라 및 의료시설을 BOT(Build-Operate-Transfer) 및 민관 협력(PPP) 모델 방식으로 5000억 달러 규모의 프로젝트를 추진하고 있다. 에르도안은 이를 위해 투르크메니스탄, 러시아 등과 105억 달러 규모, 60여개의 프로젝트를 계약하는 등 중동, 아프리카 및 투르크계 주변국들과 좋은 관계를 유지하면서 건설 산업을 부흥시켰다. 건설 산업의 부흥으로 건설과 관련된 건설자재 생산, 건설장비 인부, 설계 등 많은 분야들이 확대되었으며 고용기회를 증진시켜 일자리 창출로 이어졌다.

#### 에너지 인프라
에르도안은 튀르키예의 에너지 자원 및 전력의 수입 의존도를 낮추고 폭증하고 있는 전력 수요에 대응하기 위해 신재생 에너지 인프라와 튀르키예 최초의 원자력 발전소 건설을 하고 있다. 그가 집권 후 정부에서 사업단지조성을 위해 국가를 경제발전 수준에 따라 여섯 개 단계로 분류하였는데, 여섯 번째 단계에 속한 튀르키예에서 가장 낙후된 동남부 지역에 균형발전 국책사업(GAP)의 일환으로 댐 건설을 진행하여 저렴한 수력전기를 공급할 수 있게 되었다. 이로 인해 전기가 부족했던 동남부 지역의 상황을 많이 개선되었다. 또한 아큐유 지역에 4,800 MW급과 시놉 지역의 4,480 MW급의 원자력 발전소의 건설과 트랜스-아나톨리안 가스파이프라인(TANAP)이 공사를 개시하는 등 석탄, 가스, 재생가능 에너지 기반 시설 개발하여, 에너지 부족이 경제의 중대한 제한 요소가 되는 것을 피하고자 하였다. 이와 같은 에너지 인프라 확장으로 인해 튀르키예는 전력 생산용량을 2005년에 38,843 MW에서 2015년 73,147 MW까지 증가시켜켰다.

#### 교통 인프라
에르도안은 교통 인프라를 발전시켜 지리적, 물리적, 기업적 특성을 바탕으로 산업 부분을 발전 시켰다. 주요 프로젝트로는 앙카라-시바스 간 고속철도 프로젝트, 시바스-에르진잔-에프주룸-카르스 간 고속철도 프로젝트, 앙카라-폴라틀르-아피온-우사크-이즈미르 고속철도 프카젝트, 코냐-카라만 간 급행열차 프로젝트, 카라만-니데-메르신 간 급행열차 프로젝트 등이 있다. 이와 같은 프로젝트로 만들어진 교통 인프라를 통해 튀르키예는 중앙아시아와 범유럽을 연결하는 역할을 하고 있으며, 튀르키예의 국도와 철도망이 유라시아 인프라에 완전히 통합되었다. 그리고 빠른 고속철도망의 확장에 의해 현재 고속철도 노선 길이 부분에서 유럽 내 6위를 기록하고 있으며, 전세계에서는 8위를 기록하고 있다. 에르도안은 2023년까지 급행열차와 고속철도의 라인을 12,000km까지 통합 및 확장하려고 하며, 튀르키예의 올림픽 유치를 위하여 보스포루스 해협을 이을 보스포루스 대교 건설과 이스탄불에 계획 중인 새로운 국제공항을 건설하였다. 보스포루스 대교 중 ‘야우즈 술탄 셀림 대교’라고 불리는 제 3대교는 이스탄불 내 유럽과 아시아 지역을 연결하고 있으며, 이는 제 1대교와 제 2대교의 역할을 분배, 화물 운송 시의 교통 부담을 완화시켜준다. 이 대교를 만드는 과정에서 현재 6천여 개의 일자리가 창출되었으며, 연간 한화 약6조 6천원 규모의 경제적 이익이 발생되었다. 이스탄불 신공항 프로젝트는 튀르키예 역사상 최대 규모의 프로젝트로서 1억 5천만 명을 수용가능하며, 북부 마르마라 고속도로를 통해 보스포루스 제 3대교와 연결된다. 에르도안은 이 신공항 건설을 통해 이스탄불을 해외여행지의 허브로 만들고자 한다.

### 일자리 창출 및 실업률 낮추기

#### 현재
레제프 타이이안 에르도안 대통령은 총리로 임해있던 시절부터 튀르키예의 경제를 살리기 위해 힘을 써왔다. 실업률을 20%대에서 10%대로 낮추는 등 큰 경제 성장률을 이뤄왔다. 2016년 5월 8일에 이스탄불에서 개최된 터기 상공회의소(TOBB)에서는 튀르키예의 기업주들을 불러서 극적으로 실업률을 낮추기 위해서 직원을 최소 한명을 더 고용하라고 주장했다. 기업이나 단체마다 한명씩 고용하면 실업자들을 위해 약 15억의 일자리를 창출할 수가 있다고 말했다. 여기서 멈추지 않고 한 사람을 더 고용한다고 기업이 파산하는 것은 아니라고, 오히려 기업의 규모를 늘리고 이익을 창출할 수 있는 방법이라고 설득하였다. 그가 말하기를 "우리는 가지고 있는 자산을 이용해서 다른 사람들에게 일자리를 구할 기회를 줘야 한다". 여기에 더해서 자금과 융자 확보에만 끓임없이 몰두하고 있는 은행 업체를 비판하였다. 빠른 시간 내에 은행에 의존하는 기업들을 구해내야 한다고 강력하게 주장했다. [7] [8]

#### 과거
에르도안이 총리로 임해 있을 때 집권 정의개발당(AKP) 의원총회 연설에서 기업 유치를 위해 교통 인프라 및 교육 체계 구축에 지속적으로 투자하고 기업들에 세금우대를 제공할 것이라고 언급했었다. 당시에 정부의 주요 계획은 산업 단지 조성 이었다. 동남부의 최빈곤 지역에 위치해 있는 기업들에는 세금 우대 조치와 보조금이 제공될 것이라고 하였다. 또한, 튀르키예 동남부 지역 균형발전 국책사업(GAP)의 일환으로 댐 건설을 진행할 것이라고 하였다. 그 이유는 동남부 지역에 저렴한 수력전기를 공급할 수 있게 하기 위해서였다. 무엇보다도 기업을 유치하게 하여 실업률을 12.4%로 감소시킬 목적이었다. [16]
에르도안의 경제 노선에는 이슬람 주의를 바탕으로 한 정책이었다.
주류세를 인상하고, 튀르키예 국민의 95%를 차지하는 무슬림에 대한 각종 경제혜택을 제공했다. 식품료 등 생필품의 가격을 최대한 낮추는 대신 자동차 및 사치품에 대한 과세를 강화했다. 저소득자와 저학력의 이슬람 유권자들로부터 절대적 지지가 뒤따라왔다.[15]

### 외국인 투자 유치

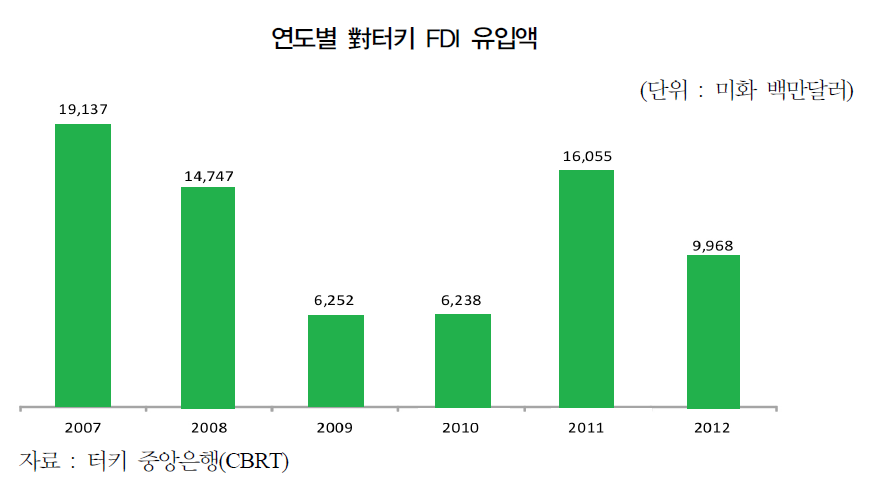
튀르키예의 연도별 외국인 투자액

에르도안이 총리 시절 추진했던 중요한 경제 정책 중 하나는 외국인 투자 유치 정책이다. 튀르키예는 2003년 약 17억 달러, 2004년 27억 달러를 외국인 투자로 벌어들이지만 2005년 100억 달러를 벌어들이게 되고 2007년에 190억 달러로 정점을 찍는다. 하지만 2009년, 2010년 금융위기를 맞아 외국인 투자가 급감하게 되고 2011년 다시 회복하지만 2012년 주요 투자 국가인 EU지역에 경제위기가 찾아오면서 다시 감소하는 모습이다. 외국인 투자를 17억 달러에서 190억 달러까지 10배 이상 끌어올린 이러한 성과는 에르도안 총리 시절 외국인 투자 유치 정책에 기인하고 그것들은 다음과 같다.
| 2012년 경제위기에 따른 FDI 감소 (단위 : 미화 백만불) | 2012년 경제위기에 따른 FDI 감소 (단위 : 미화 백만불) | 2012년 경제위기에 따른 FDI 감소 (단위 : 미화 백만불) | 2012년 경제위기에 따른 FDI 감소 (단위 : 미화 백만불) |
| 국가명                                               | 2011년                                               | 2012년                                               | 증감률(%)                                            |
| ---------------------------------------------------- | ---------------------------------------------------- | ---------------------------------------------------- | ---------------------------------------------------- |
| 유럽                                                 | 12,549                                               | 7,722                                                | -38.5                                                |
| 중동                                                 | 1,516                                                | 1,169                                                | -22.9                                                |
| 북미                                                 | 1,484                                                | 456                                                  | -69.3                                                |
| 아시아                                               | 497                                                  | 615                                                  | 23.7                                                 |

자료 : 튀르키예 중앙은행

#### 대외 신뢰도 표명
지속적인 튀르키예의 정치 불안은 인플레이션과 주기적인 경제 불안을 야기 했고 이는 외국인 투자자들로 하여금 튀르키예에 대한 투자 신뢰도 및 의욕을 감소 시켜왔다. 이를 해결하기 위해 튀르키예는 국제사회에 튀르키예에 대한 신뢰도를 보여주기 위해 노력했고 이러한 노력의 일환으로 국제기구인 EU 가입을 위해 노력한다. 결국 2005년 튀르키예의 EU 가입 협상 개시가 확정되고 이는 외국인 투자가 2004년 27억 달러로 증가세를 띄기 시작해서 2005년 100억 달러를 초과하는 급증세를 띄게 되는 결과를 가져온다. 그리고 2007년 EU 가입을 위한 지속적인 노력으로 튀르키예는 EU 가입협상 과제별 튀르키예 정부의 계획인 EU 가입 로드맵을 발표함으로써 2007년 190억 달러를 외국인 투자를 통해 벌어들이게 된다.
- EU 가입 로드맵

| 분류                         | 상세 내용 |
| ---------------------------- | --- |
| 상품의 자유로운 이동         | 2007~2008년간 처방전이 필요치 않은 약품에 대한 광고허용, 2008~2009년간 튀르키예 공업규격(TSE)의 재정비를 골자로 하는 법률 개정 |
| 노동력의 자유로운 이동       | 2007년 내 사회보장보험개혁 법률의 국회 통과와 외국인 노동허가 발급 간소화를 내용으로 하는 법률 개정 |
| 사업장 개설 및 서비스 자유화 | 2007-2008년간 우편시장 개방관련 법률개정, 2009-2013년간 일부 업종에 대한 외국인 제한을 철폐하는 법률개정 작업에 착수할 예정이나, 정회원 가입 이후 시행 |
| 자본의 자유로운 이동         | 2007-2008년간 주식시장 관련 법률 정비로 자본의 자유로운 이동 보장. 2009-2013년간 방송사의 외국인 지분을 제한한 3984호 법률 개정. 외국인의 부동산 소유는 EU와 조화를 이루도록 2009-2013년간 관련 법률을 개정하고, 정회원 가입 이후 일정기간 과도기를 거쳐 시행. 2009-2013년간 에너지 분야에서 외국인에 대한 제한 철폐. |
| 공공분야 조달                | 수자원, 에너지, 교통, 우편 등의 분야와 관련된 법률을 2007-2008간 EU 법률과 조화되도록 개정. 2008-2009년간 민간-정부 공동으로 투자 및 서비스 분야에 진출할 수 있도록 법률 개정. 2009-2013년간 공공분야 공개입찰에서 국내업체에 유리하도록 규정한 법률조항 개정, 정회원 가입이후 시행.                                  |
| 경쟁 정책                    | 2007년 내 정부지원사업 관장 기관을 국가기획원 산하로 두고, 정부지원 사업에 대한 규모와 감사에 관한 법제화. 2007-2008년간 ‘경쟁법’ 개정 |
| 정보사회 및 언론             | 2007-2008년간 전자통신법 및 인터넷을 이용한 범죄를 처벌하는 내용을 골자로 하는 법률 제정. 국영방송사 TRT의 목적, 예산 및 기능 재검토. 동 기간 내 ‘112’를 치안, 화재 등 상황에서 긴급구조 번호로 사용. |
| 운송                         | 2008-2009년간 철도분야에 민간인 투자 자유화를 위한 법률재정. 2009-2013년 항공운송 분야에서 유럽통합체제로의 통합을 위한 법률개정. |
| 자원                         | 2007-2008년간 원유저장센터 건립 및 관련기관 설립을 위한 법률제정. 2008-2009년간 천연가스위기 대처 법률 제정. 원자력 법률 제정 및 천연가스 시장 법률 개정. |
| 사회보장 정책 및 고용        | 2007-2008년간 노동조합법, 단체임금협약법, 파업 및 태업 관련 법률의 개정. 공무원 노동조합 구성 권리를 EU 표준에 맞도록 개정. |
| 경제 및 화폐통합             | 2009-2013년간 중앙은행의 독립성을 강화하는 법률개정. |
| 경업 및 산업정책             | 산업 분야별 국가 산업 전략을 2008년까지 완성. |
| 기본권리 및 자유             | 2007년 내 ‘재단법’ 개정완료. 2007-2008년간 ‘협회법’ 중 문제가 되어온 조항을 삭제. |

#### 외국인직접투자법
2003년 튀르키예 정부는 ‘외국인직접투자법’을 발표한다. 이 법안은 외국인과 내국인의 동등 대우를 기본 원칙으로 하고 있다. 이 법안에 따르면 외국인 투자자들에게 수출 의무, 국산 원자재 사용 의무, 최소 투자 자본 요건 등의 제한이 존재하지 않으며 과실 송금과 자본금의 외화 구좌 납입을 보장한다. 그리고 외국인 투자자들의 투자 의욕 증진을 위해 기업 설립 절차를 간소화하였다.
그리고 이 법안은 산업에 따른 차별책을 적용하고 있다. 특정 산업에 대해서는 장려책 적용하여 외국인 투자를 적극적으로 장려하며 또 국가 독점 산업으로 지정된 특정 산업에 대해서는 제한책을 두고 있다.
- 투자 제한 분야 라디오 TV 방송(방송법 Law No : 3984), 국내 민간 항공(항공법 Law No : 2920), 국내 해운(해운법 Law No : 815), 선박 소유(무역법 Law No : 6732), 전화 및 전보 서비스(통신법 Law No : 406), 정부 조달(정부조달법 Law No :4734), 수산업(수산물법 Law No : 1380), 요트 선착장(관광 촉진법 Law No : 2634), 인력알선회사(고용법 Law No : 4904), 민간 경호서비스 회사(사설 경호 서비스법 Law No : 5188)

위 산업에 대해서는 금지 혹은 제한하는 제한책을 두고 있다.
- 투자 장려 분야 : 광업 / 테스트센터, 풍동 및 유사한 시설 투자 / 승객 및 화물 운송을 위한 철도 및 해운시설 투자 / 관광진흥지역에 대한 관광업 투자 / 초, 중, 고 학교에 대한 민간 투자 / 특정 의료분야 및 방위산업에 대한 총액 2000만불 이상의 투자

위 산업에 대해서는 기타 산업들에 비해 높은 인센티브를 적용하는 장려책을 두고 있다.

#### 상법 개정
튀르키예의 기존의 상법은 1956년에 만들어진 것으로 이 법안은 현재 사회에 적용하기에는 많은 무리가 있다는 의견이 있어왔다. 이에 따라 튀르키예 정부는 2012년 7월, 55년 만에 상법을 새로 개정한다. 이 법안의 외국인 투자와 관련된 주요 내용은 기존 튀르키예만의 회계기준을 개정하여 EU 법령과 일치하는 국제 회계기준으로 바꾸고 1인 주주회사의 인정에 관한 것이다. 이를 통해 튀르키예 정부는 외국인의 투자를 이끌어내고 외국 기업의 단독 투자 기업 설립을 용이하게 만들어 외국인투자기업 및 중소기업의 설립을 증가시키고자 한다.
- 튀르키예 회계기준(TMS)와 국제회계기준(IFRS)의 일치

튀르키예에 존재하는 모든 기업의 재무제표는 TMS에 따라 작성되어야 한다. 이번 상법 개정을 통해 TMS를 IFRS의 튀르키예어 번역판으로 정의했는데 이는 TMS와 IFRS의 일치를 의미한다. 또한 이 법안 내용에 관한 효율적인 집행을 위해 튀르키예회계기준위원회(TMSK)에 튀르키예회계기준을 제정하고 규제할 권한을 부여하였다.
- 1인 주주 주식회사에 관한 법률

기존에는 주식회사 및 유한회사를 설립하려면 주주의 수에 하한선이 존재했다. 이는 외국인투자기업 및 중소기업의 설립을 가로막는 요소 중 하나였는데 이번 개정안을 통해서 이 하한선을 제거했다. 이에 따라 1인의 주주만으로 주식회사의 설립이 가능해졌고 설립 가능 여부 뿐만이 아니라 주주총회가 갖는 모든 권한 역시 보장하고 있다. 이러한 내용은 복수 주주를 가진 회사가 1인 주주회사로 축소될 시에도 똑같이 보장된다.

#### 인센티브 제도
기존 대튀르키예 투자의 문제점 중 하나는 투자가 지역별로 차이가 심해서 큰 불균형을 야기한다는 것이었다. 따라서 2004년부터 튀르키예 정부는 이러한 지역별 불균형 하고 균형적인 발전을 위하여 투자지역에 따라 인센티브를 제공하고 있다. 이러한 튀르키예의 정책은 2009년 인센티브 제도 개정에서 튀르키예를 4개의 구역으로 나누면서 구체화되었다. 후에 좀 더 효율적인 인센티브 제도를 위해 2012년 인센티브법 개정을 하여 6개로 확대 구분하여 지역에 따른 차등적인 인센티브를 부여하고 있다.
- 2009년 튀르키예의 지역 구분

| 지역 구분 | 해당 지역                     |
| --------- | ----------------------------- |
| 1지역     | 이스탄불 주변 마르마라 지역   |
| 2지역     | 이즈미르 주변 지중해 연안지역 |
| 3지역     | 튀르키예 중부 지역            |
| 4지역     | 튀르키예 동남부 지역          |

- 2012년 튀르키예의 지역 구분

그림 : Investment Support and Promotion Agency of Turkey
| 지역구분      | 광역지자체명 |
| ------------- | --- |
| 1지역(빨간색) | Ankara, Antalya, Bursa, Eskisehir, Istanbul, Izmir, Kocaeli, Mugla                                                                                     |
| 2지역(노란색) | Adana, Aydin, Bolu, Canakkale, Denizli, Edime, Isparta, Kayseri, Kirklareli, Konya,Sakarya, Tekirdag, Yalova                                           |
| 3지역(파랑색) | Balikesir, Bilecik, Burdur, Gaziantep, Karabuk, Karaman, Manisa, Mersin, Samsun, Trabzon, Usak, Zongludak                                              |
| 4지역(초록색) | Afyonkarahisar, Amasya, Artvin, Bartin, Corum, Duzce, Elazig, Erzincan, Hatay, Kastamonu, Kirikkale, Kirsehir, Kutahya, Malatya, Nevsehir, Rize, Sivas |
| 5지역(하늘색) | Adiyaman, Aksaray, Baybur, Cankiri, Erzurum, Giresun, Gumushane, Kahramanmaras, Kilis, Nigde, Ordu, Osmaniye, Sinop, Tokat, Tunceli, Yozgat            |
| 6지역(주황색) | Agri, Ardahan, Batman, Bingol, Bitlis, Diyarbakir, Hakkari, Igdir, Kars, Mardin, Mus, Siirt, Sanliurfa, Simak, Van                                     |

자료 : 튀르키예 경제부, 투자청
- 인센티브 내역

인센티브 내역으로는 대표적으로 세금 감면, 이자 지원 등이 있다. 당국의 지침에 따라 이 인센티브 내역은 지역별로 차이를 두고 있고 이는 다음과 같다.
| 지역 인센티브에 따른 세금 감면 내역 (2013.12.31일 이전 개시분) | 지역 인센티브에 따른 세금 감면 내역 (2013.12.31일 이전 개시분) | 지역 인센티브에 따른 세금 감면 내역 (2013.12.31일 이전 개시분) | 지역 인센티브에 따른 세금 감면 내역 (2013.12.31일 이전 개시분) | 지역 인센티브에 따른 세금 감면 내역 (2013.12.31일 이전 개시분) |
| 지역                                                           | 투자분담금 비율(%)                                             | 세금인하율(%)                                                  | 투자기간/운영기간 중 세액공제 비율                             | 투자기간/운영기간 중 세액공제 비율                             |
| 지역                                                           | 투자분담금 비율(%)                                             | 세금인하율(%)                                                  | 투자기간                                                       | 운영기간                                                       |
| -------------------------------------------------------------- | -------------------------------------------------------------- | -------------------------------------------------------------- | -------------------------------------------------------------- | -------------------------------------------------------------- |
| Ⅰ                                                              | 15                                                             | 50                                                             | 0                                                              | 100                                                            |
| Ⅱ                                                              | 20                                                             | 55                                                             | 10                                                             | 90                                                             |
| Ⅲ                                                              | 25                                                             | 60                                                             | 20                                                             | 80                                                             |
| Ⅳ                                                              | 30                                                             | 70                                                             | 30                                                             | 70                                                             |
| Ⅴ                                                              | 40                                                             | 80                                                             | 50                                                             | 50                                                             |
| Ⅵ                                                              | 50                                                             | 90                                                             | 80                                                             | 20                                                             |

자료 : 튀르키예 경제부, 투자청
| 이자비용 지원 | 이자비용 지원   | 이자비용 지원   | 이자비용 지원         |
| 지역          | 이자율 감면(%p) | 이자율 감면(%p) | 최대지원한도액(천 TL) |
| ------------- | --------------- | --------------- | --------------------- |
| 지역          | TL화 대출       | 외화 대출       | 최대지원한도액(천 TL) |
| Ⅰ             | -               | -               | -                     |
| Ⅱ             | -               | -               | -                     |
| Ⅲ             | 3 point         | 1 point         | 500                   |
| Ⅳ             | 4 point         | 1 point         | 600                   |
| Ⅴ             | 5 point         | 2 point         | 700                   |
| Ⅵ             | 7 point         | 2 point         | 900                   |

자료 : 튀르키예 경제부, 투자청
| 사회보장세 고용주 부담분 지원내역 | 사회보장세 고용주 부담분 지원내역 | 사회보장세 고용주 부담분 지원내역 | 사회보장세 고용주 부담분 지원내역 | 사회보장세 고용주 부담분 지원내역 |
| 지역                              | 2013.12.31 이전 개시된 투자       | 2014.1.1 이후 개시된 투자         | 지원한도액(고정투자액 대비 %)     | 지원한도액(고정투자액 대비 %)     |
| 지역                              | 2013.12.31 이전 개시된 투자       | 2014.1.1 이후 개시된 투자         | 지역인센티브                      | 대규모투자 추가지원               |
| --------------------------------- | --------------------------------- | --------------------------------- | --------------------------------- | --------------------------------- |
| Ⅰ                                 | 2년간                             | -                                 | 10                                | 3                                 |
| Ⅱ                                 | 3년간                             | -                                 | 15                                | 5                                 |
| Ⅲ                                 | 5년간                             | 3년간                             | 20                                | 8                                 |
| Ⅳ                                 | 6년간                             | 5년간                             | 25                                | 10                                |
| Ⅴ                                 | 7년간                             | 6년간                             | 35                                | 11                                |
| Ⅵ                                 | 10년간                            | 7년간                             | 50                                | 15                                |

자료 : 튀르키예 경제부, 투자청

### 주력 육성 산업

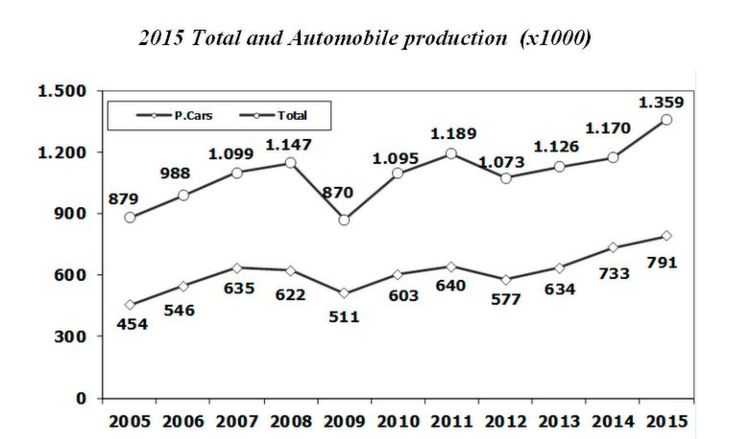
튀르키예의 자동차 산업

#### 자동차 산업
2008년 기준 튀르키예는 연 150만 대 이상의 자동차를 생산하여 세계 자동차 생산 16위를 점하고 있으며, 유럽 최대의 버스 생산국이자, 유럽 3위 상용차 생산국이며, 튀르키예 전체 수출의 20.1%를 차지하고 있다. 또한 2007년에 이스탄불상공회의소에서 발표한 '튀르키예 500대 기업'에 자동차 관련 업체들이 상위권에 속해있다. 이에 그치지 않고, 튀르키예는 자동차 생산대수 200만대 이상으로 유럽 3위, 세계 10위 자동차 생산국 도약을 목표로 하고 있다고 밝혔다.

#### 파이프라인 사업
튀르키예는 유럽과 아시아를 잇는 지정학적 위치 덕분에 에너지 산업에서 큰 이점을 보고 있다. 이 지리적 요인덕분에 러시아, 중앙아시아, 중동 및 카스피 해에서 생산되는 원유와 천연가스를 유럽으로 연결해주며 많은 이익을 취하고 있는데, 그 중 하나가 파이프라인 사업이다. 2005년 바쿠-트빌리시-제이한(BTC) 석유 파이프라인을 완공함으로써 튀르키예는 에너지 수송의 위상을 굳건히 하였다. 한편 2009년부터 야심차게 준비해온 나부코(Nabuco) 파이프라인 사업이 무산되면서 위기를 겪기도 하였다.

#### 에너지 산업
지난 10년간 튀르키예 정부는 개인의 참여를 지향하여 에너지 공급에 대한 개혁을 단행하였는데, 먼저 민영화된 투자에 대한 길을 마련하는 전략을 마련하고, 에너지 생성 자산을 민영화하여 전기 발전 부문에 있어 민간 부문의 몫을 2002년의 32퍼센트에서 2015년 75퍼센트로 증가시켰다. 또 에너지 증권 거래소를 설립하여 시장의 자유화를 고양하고 투명성을 보장할 뿐만 아니라 공급과 수요 사이의 건전한 균형을 유지하는 데 도움이 될 것으로 전망하고 있다.

#### 전자 산업
| 연도 | 생산액(1,000달러) | 수입액(1,000달러) | 수출액(1,000달러) |
| ---- | ----------------- | ----------------- | ----------------- |
| 2001 | 2,298,720         | 4,118,332         | 1,515,710         |
| 2002 | 2,663,710         | 4,329,606         | 2,411,528         |
| 2003 | 3,544,230         | 5,716,720         | 2,833,079         |
| 2004 | 6,814,640         | 8,940,139         | 4,029,329         |
| 2005 | 8,150,000         | 10,835,268        | 4,445,489         |
| 2006 | 9,481,917         | 11,033,340        | 5,062,957         |
| 2007 | 9,513,032         | 11,630,571        | 5,002,636         |

자료 : 튀르키예전자정보산업협회(https://tesid.org.tr/). (2008년 9월 기준 자료)
튀르키예의 전자산업은 튀르키예의 대표적인 수출산업이다. 그 중에서 백색가전제품류는 전자산업 중에서도 가장 효자산업이라 할 수 있다. 튀르키예의 전자산업은 2004년 에르도안 총리의 지지 아래 생산액, 수입액, 수출액 모두 1.5배~2배가량 비약적으로 뛰어 올랐다.

## 언론 통제
2006년 미스 튀르키예로 뽑힌 메르베 뷰육사라츠가 인스타그램에 '주인님의 시'란 풍자시를 공유했다가 에르도안(당시 총리)를 모욕했다는 혐의를 받았다. 또한, 2월 17일에도 튀르키예 법원이 17세 고등학생이 에르도안 대통령을 모욕했다는 혐의로 징역 7개월 23일에 집행유예 3년을 선고하는 등 대통령 모욕죄 처벌 사례가 잇따르고 있다.

## 반대파에 대한 광범위한 숙청작업
2016년, 에르도안은 쿠데타를 진압한 후 정부 비상사태를 선언해 비상 대권을 확보한 뒤 반대파에 대한 광범위한 숙청작업을 벌여왔다. 숙청은 특히 군부와 헌법재판소에 집중됐다. 에르도안은 이슬람주의자로서 이슬람을 앞세워 정치를 벌여왔다. 하지만 군부와 헌법재판소는 이슬람이라는 종교의 정신을 앞세워 정치활동을 벌이는 것은 정치와 종교의 분리와 세속주의 정치를 규정한 헌법 제2조에 위배된다고 판단해 해산을 명령하기로 결정했다. 에르도안이 군부와 법조계에 가혹한 이유다.
2025년 야당의 유력 대선 후보인 이스탄불 시장 에크렘 이마몰루의 학사 학위가 취소되어 대권 출마가 불가능해졌다. 2019년 이마몰루가 튀르키예의 수도 이스탄불 시장 선거에서 승리하자, 집권 여당인 정의개발당은 선거 결과를 무효로 선언하였으나 재선거에서 더 큰 표차로 승리하였다. 하지만 이 때 자신의 당선을 무효로 판단한 사람들을 '바보'라고 말했다는 이유로 공무원 모욕죄로 기소돼 2022년 1심에서 징역 2년 7개월형을 받았다.

## 역대 선거 결과
| 선거명      | 직책명                       | 대수 | 정당       | 1차 득표율 | 1차 득표수   | 2차 득표율 | 2차 득표수   | 결과 | 당락                      |
| ----------- | ---------------------------- | ---- | ---------- | ---------- | ------------ | ---------- | ------------ | ---- | ------------------------- |
| 1989년 선거 | 베이욜루 시장                | 2대  | 복지당     | 22.83%     | 21,706표     |            |              | 2위  | 낙선                      |
| 1994년 선거 | 이스탄불 시장                | 28대 | 복지당     | 25.19%     | 973,704표    |            |              | 1위  | 이스탄불 시장 당선        |
| 2003년 선거 | 국회의원(시르트 주 선거구)   | 22대 | 정의개발당 | 84.82%     | 55,203표     |            |              | 1위  | 시르트 주 하원의원 당선   |
| 2007년 선거 | 국회의원(이스탄불 제1선거구) | 23대 | 정의개발당 | 55.02%     | 939,027표    |            |              | 1위  | 이스탄불 시 하원의원 당선 |
| 2011년 선거 | 국회의원(이스탄불 제1선거구) | 24대 | 정의개발당 | 48.27%     | 1,391,558표  |            |              | 1위  | 이스탄불 시 하원의원 당선 |
| 2014년 선거 | 튀르키예의 대통령            | 12대 | 정의개발당 | 51.79%     | 21,000,143표 |            |              | 1위  |                           |
| 2018년 선거 | 튀르키예의 대통령            | 12대 | 정의개발당 | 52.59%     | 26,330,823표 |            |              | 1위  |                           |
| 2023년 선거 | 튀르키예의 대통령            | 12대 | 정의개발당 | 49.52%     | 27,133,849표 | 52.18%     | 27,834,692표 | 1위  |                           |

## 참고 문헌
- 집권여당이 총선에서 승리한 터키 건설시장에 주목하자 - 건설경제
- 대통령 선거•대형 인프라 개발'양대 이슈'부각 - 중소기업뉴스
- [글로벌 파워 피플(111) 레제프 탕이프 에르도안 튀르키예 대통령 튀르키예의 EU 강비 기회 잡은 강골 정치인] - 이코노미스트
- 터키인들은 왜 에르도안에 열광하나 - NEWSIS
- 튀르키예정치와 건설시장의 관계[깨진 링크(과거 내용 찾기)] - EMERiCs{{튀르키예의 대통령
- TOBB business group to talk to new gov’t on Erdoğan’s job-creation plan
- Turkey tackles high unemployment levels with new scheme
- EU 가입을 위한 향후 7년간 로드맵 보관됨 2016-10-26 - 웨이백 머신 - 주튀르키예대사관
- 튀르키예 상법, 외국인 투자확대를 위해 반세기 만에 개정 - KOTRA
- 7.1일, 개정 튀르키예 상법 발효 - OIS
- 터키 진출기업을 위한 세무안내 2013 (p63-73). 국세청
- 신흥교역국의 통관환경 연구 (p17-19). 한국조세연구원 세법 연구센터
- KOTRA 국가정보 - 튀르키예 (p8-12, 42-44). KOTRA
- 술탄이 되려는 남자, 에르도안 튀르키예 대통령 보관됨 2021-04-19 - 웨이백 머신
- http://www.central-asia.or.kr/xe/index.php?SSOID=k1929mregvlccj7iqs7c9dfq14&mid=sisa1&page=30&document_srl=475211 보관됨 2016-10-28 - 웨이백 머신
- 인프라 및 물류 - Invest in Turkey 보관됨 2016-10-29 - 웨이백 머신
- 튀르키예 에너지부, 전력 인프라 투자 계획 발표 보관됨 2016-10-29 - 웨이백 머신